# Cannibal Corpse
Cannibal Corpse este o formație death metal americană  fondată în 1988. Deși Cannibal Corpse nu a avut practic nici o expunere la radio sau televiziune, trupa a început să fie foarte ascultată odată cu lansarea albumelor Butchered at Birth din 1991 și Tomb of the Mutilated din 1992. Cannibal Corpse a vândut peste 1 milion de albume în toată lumea, dintre acestea, 558,929 numai în S.U.A., fiind una dintre cele mai vândute trupe de death metal.
Stilul trupei are influențe provenite de la unele trupe thrash metal, cum ar fi Slayer, Kreator și alte trupe death metal, cum ar fi Death sau Obituary. Cannibal Corpse a primit o etichetă de infamie pentru albumele sale de tip horor, pentru folosirea de violență grafică, mutilare, crimă, necrofilie, canibalism, zombii, tortură, viol și moarte. Rezultatul acestui stil de versuri a avut ca rezultat interzicerea trupei în Coreea și cenzurarea primelor trei albume de către guvernul german.

## Membri
| Membri grupului   | Instrumente | Perioada                 | Albume |
| ----------------- | ----------- | ------------------------ | --- |
|                   | voce        | 1995 - astăzi            | - Vile - Gallery of Suicide - Bloodthirst - Gore Obsessed - The Wretched Spawn - Kill                                                      |
|                   | chitară     | 1997 - astăzi            | - Gallery of Suicide - Bloodthirst - Gore Obsessed - The Wretched Spawn - Kill                                                             |
|                   | chitară     | 1993-1997 , 2005- astăzi | - The Bleeding - Vile - Kill |
|                   | bas         | 1988 - astăzi            | toate |
| Paul Mazurkiewicz | baterie     | 1988 - astăzi            | toate |
| Chris Barnes      | voce        | 1988 - 1995              | - Eaten Back to Life - Butchered at Birth - Tomb of the Mutilated - The Bleeding                                                           |
| Bob Rusay         | chitară     | 1988 - 1993              | - Eaten Back to Life - Butchered at Birth - Tomb of the Mutilated                                                                          |
| Jack Owen         | chitară     | 1988 - 2004              | - Eaten Back to Life - Butchered at Birth - Tomb of the Mutilated - The Bleeding - Vile - Gallery of Suicide - Bloodthirst - Gore Obsessed |
| Jeremy Turner     | chitară     | 2004 - 2005              | - The Wretched Spawn |

## Discografie

### Albume
- Eaten Back to Life (1990)
- Butchered at Birth (1991)
- Tomb of the Mutilated (1992)
- The Bleeding (1994)
- Vile (1996)
- Gallery of Suicide (1998)
- Bloodthirst (1999)
- Gore Obsessed (2002)
- The Wretched Spawn (2004)
- Kill (2006)
- Evisceration Plague (2009)
- Torture (2012)
- A Skeletal Domain (2014)
- Red Before Black (2017)
- Violence Unimagined (2021)

### Ep-uri
- Hammer Smashed Face (1993)
- Devoured By Vermin (1996)
- Sacrifice/Confessions (2000)
- Worm Infested (2002)

### Compilații
- Deadly Tracks (1997)

### DVD-uri
- Live Cannibalism (2002)